# Dico și Țigănaș
DICO și ȚIGĂNAȘ este un birou de proiectare cu sediul în Cluj-Napoca, România înființat în martie 1997 și este considerată una dintre cele mai mari firme de arhitectură din țară . Firma este condusă de fondatorii ei, inginerul Florin Dico și arhitectul Șerban Țigănaș, care momentan ocupă și funcția de președinte al Ordinului Arhitecților din România. Firma oferă soluții complete, de arhitectură, rezistență, instalații. Printre proiectele realizate de Dico și Țigănaș se regăsesc clădiri rezidențiale, de birouri, administrative, stadioane, sali de sport și clădiri industriale .
Dico și Țigănaș și-a început practica în anul 1997, lucrând la proiecte pentru companii mici și persoane fizice. Proiectul care a configurat creșterea și evoluția firmei a fost câștigat în anul 2000, lucrând pentru asocierea britanică, Mivan-Kier. Proiectul a implicat proiectarea de locuințe sociale în 27 de orașe din România, cu o arie construită de 180.300 mp . Ulterior, pentru aceiași antreprenori, firma a proiectat Liberty Center Mall, ansamblul rezidențial New Town cu 630 de apartamente în București și mall-uri pentru 7 orașe din România. Din nefericire, Mivan-Kier a intrat în insolvență în 2009 și doar unul dintre cele 7 mall-uri a fost construit, în Oradea. Printre celelalte proiecte majore se află Fabricile Bergenbier și Bosch-Rexroth în Blaj, Olimpia Business Center în Cluj-Napoca și diverse ansambluri rezidențiale (Ansamblul Plopilor-Vest, Dorobanților Residence) . Ultimele și cele mai de anvergură proiecte ale firmei cuprind extinderea stadionului CFR (stadionul Dr. Constantin Rădulescu), proiectarea stadionului Cluj Arena și a sălii polivalente din Cluj-Napoca, stadionul Ion Oblemenco din Craiova, stadionul Arcul de Triumf din București, sau complexul sportiv Dâmbovița Arena din Târgoviște.

## Premii
- Nominalizare la Clădirea anului 2012 pe site-ul http://www.archdaily.com, "The world's most visited architecture website" [16]
- 2011 OAR Prize for Constructions over 1000 sqm for Cluj Arena [17]
- Aquapanel Challenge Prize by knauf with ELM OFFICE BUILDING
- 2009 OAR Prizes for Cluj Arena and for the Office Building of the Transylvanian Museum of Ethnography [18]
- Prize for Rehabilitation and Modernization of the Câmpina Downtown Area [19]

## Proiecte

Proiecte
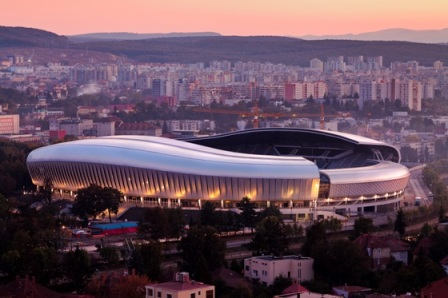
Cluj Arena ensemble
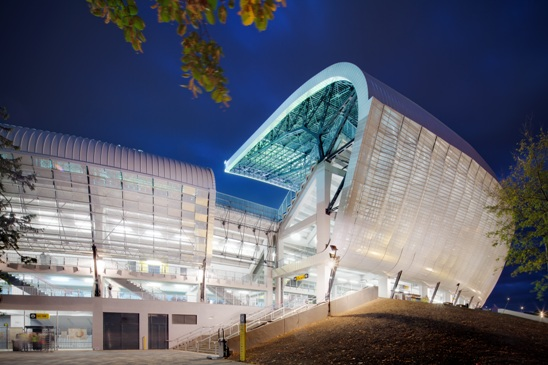
Cluj Arena by night (Facade transparency)
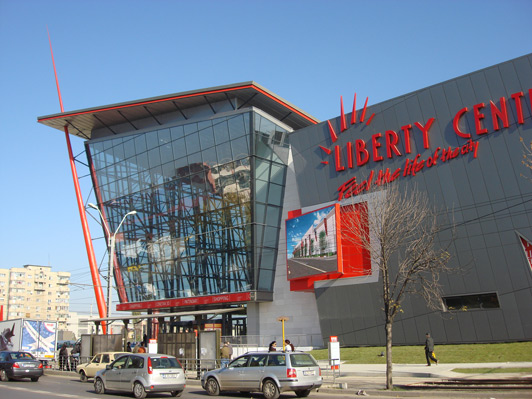
Liberty Center Mall în București
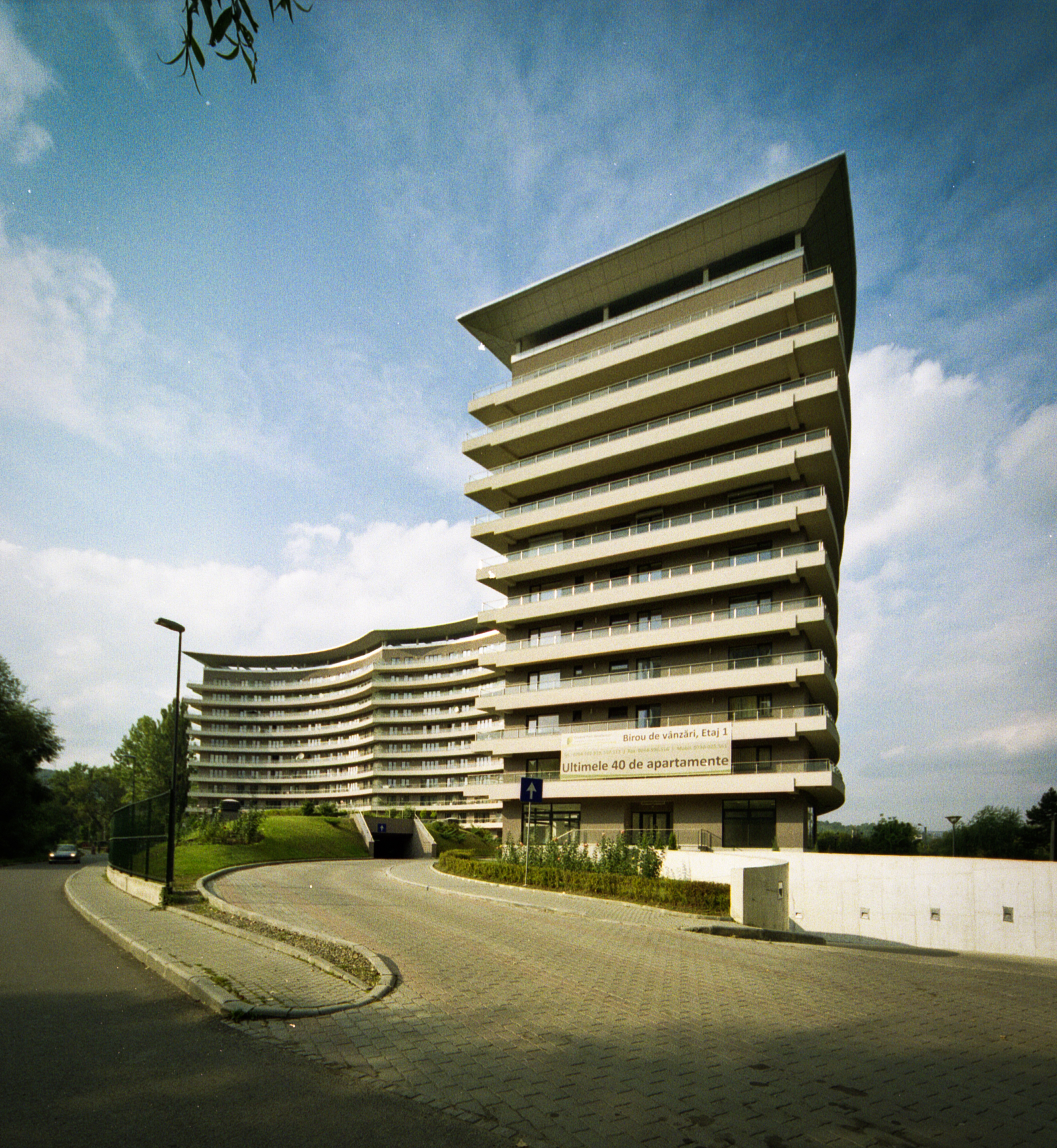
Central Park Residence Plopilor Vest